# Pyramide d'Athribis
La pyramide d'Athribis est une pyramide provinciale construite en terre crue autrefois située à Athribis, dans le delta du Nil en Égypte.
Cette pyramide, avant sa disparition sous la ville moderne de Banha, était la plus septentrionale des pyramides d'Égypte.

## Exploration et description du monument

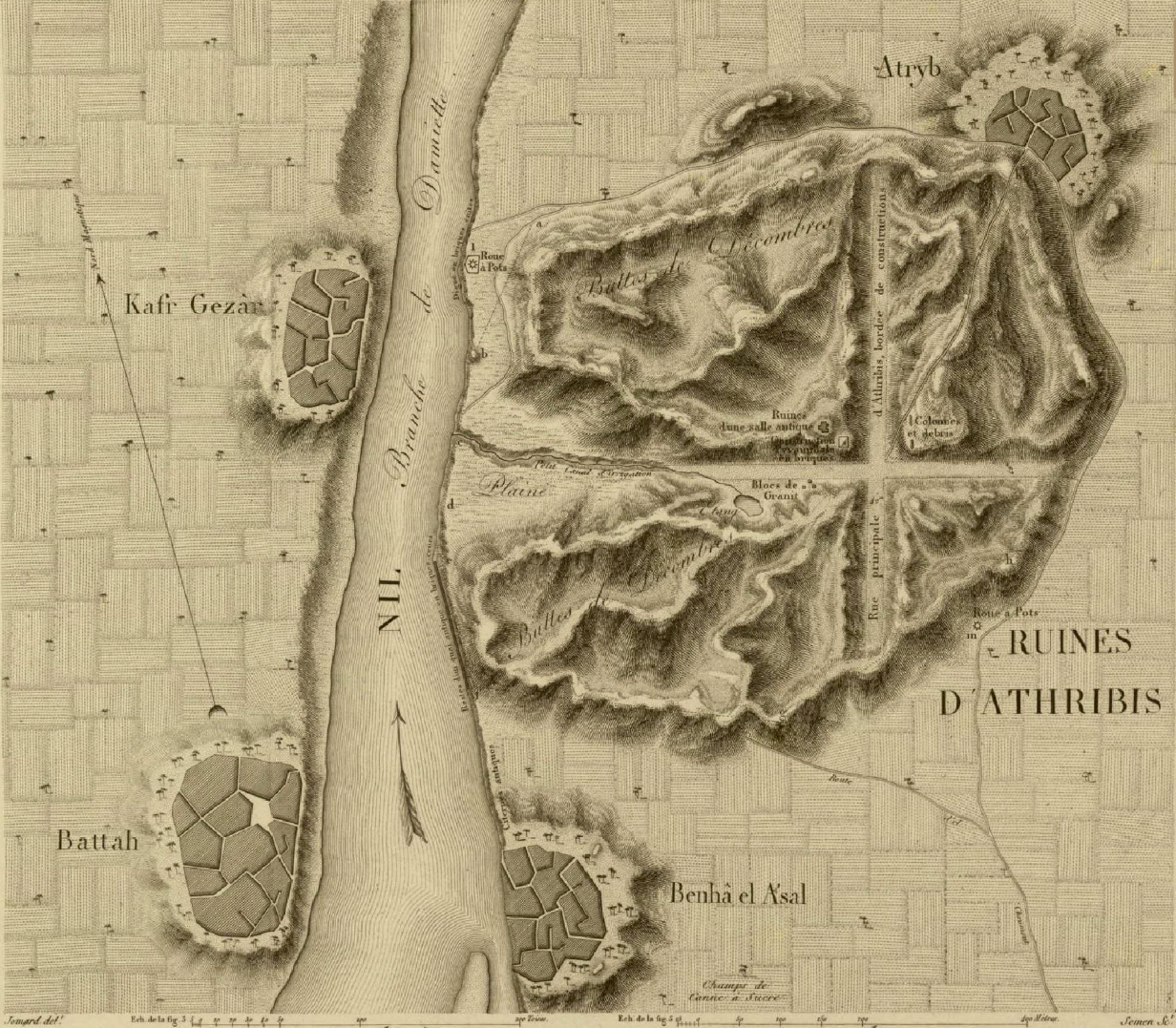
Les ruines d'Athribis (la pyramide se situe près du centre)
Description de l'Égypte

On doit la découverte de la pyramide d'Athribis à la mission scientifique de la Campagne d'Égypte menée par Bonaparte à la fin du XVIIIe siècle.
La première mention de la pyramide se retrouve dans le volume de la monumentale Description de l'Égypte qui parut en 1822. Il fallut attendre 1938 pour que l'équipe de l'université de Liverpool menée par Alan Rowe entreprenne des recherches sur le site. Mais il n'eut pas le temps d'achever son travail et l'expansion urbaine finit par recouvrir ce qu'il restait du monument sans qu'il soit possible aujourd'hui de déterminer sa position exacte.
Il semble que la pyramide présentait une base carrée de vingt mètres de côté et un angle d'inclinaison des faces de 50°.